# 124 v.Chr.
124 v.Chr. is een jaartal volgens de christelijke jaartelling.

## Gebeurtenissen

### Italië
- Gaius Sextius Calvinus en Gaius Cassius Longinus zijn consul in het Imperium Romanum.
- Sextius Calvinus trekt met een Romeins expeditieleger over de Alpen en verslaat in Gallia Transalpina, de Keltische stammen de Salluvii en Vocontii.

### Egypte
- In Alexandrië komt het tot een verzoening tussen Ptolemaeus VIII Phiscon en Cleopatra II. Hierbij wordt de ruzie met haar dochter Cleopatra III bijgelegd.

### Parthië
- Artabanus I sneuvelt in de strijd tegen de Tocharen, hij wordt vermoedelijk in de arm getroffen door een vergiftigde pijl.
- Mithridates II de Grote (124 - 88 v.Chr.) volgt zijn vader Artabanus I op als koning van Parthië. Onder zijn bewind bereikt het Parthische Rijk zijn hoogtepunt van macht.

### Europa
- Koning Capoir (124 - 119 v.Chr.) volgt zijn vader Pir op als heerser van Brittannië.

### China
- Stichting van de eerste universiteit in het Chinese Keizerrijk, de bestuurlijke elite, de mandarijnen, krijgen een "staatsexamen". De ambtenaren worden voornamelijk getest op hun kennis van het Confucianisme en Taoïsme.

## Geboren
- Asclepiades van Bithynië (~124 v.Chr. - ~40 v.Chr.), Grieks arts
- Gaius Aurelius Cotta (~124 v.Chr. - ~73 v.Chr.), Romeins consul en staatsman
- Marcus Livius Drusus (~124 v.Chr. - ~91 v.Chr.), Romeins tribunus en staatsman

## Overleden
- Artabanus I, koning van Parthië